# Plecia panamaensis
Plecia panamaensis är en tvåvingeart som beskrevs av Hardy 1942. Plecia panamaensis ingår i släktet Plecia och familjen hårmyggor.
Artens utbredningsområde är Panama. Inga underarter finns listade i Catalogue of Life.